# Hednareaktionen i Polen

Poland, 1030s. Stippled area marks the probable extent of the pagan reaction.

Hednareaktionen i Polen (Polska: Reakcja pogańska w Polsce) var ett uppror som ägde rum i kungariket Polen under 1030-talet. 
Polen hade kristnats från 966 och sedan dess genomgått en transformering till en kristen feodalstat. Detta hade lett till växande spänningar i Polen bland oppositionen till kristendomens och feodalismens införande, och under 1030-talet blommade spänningarna ut i en serie händelser som ledde till en upplösning av Polen som stat. 
De exakta händelserna mellan 1032 och 1040 är inte helt klarlagda. Mieszko II avsattes och tronpretendenter stöddes av olika religiösa och politiska fraktioner, men ingen av dem lyckades få full kontroll över hela staten, som därför upplöstes. Den nya kristna kyrkan upplöstes, dess präster förföljdes och deras kyrkor och kloster förstördes. 
Upproret anses avslutat genom att Kasimir I av Polen efter 1040 lyckades säkra ensam kontroll över Polen och därmed ena den och återinföra och slutföra processen mot kristendom och feodalism. 